# The Lord of the Rings: Gollum
«The Lord of the Rings: Gollum» (с англ. — «Властелин колец: Голлум») — компьютерная игра в жанре action-adventure с видом от третьего лица, разработанная немецкой студией Daedalic Entertainment и Nacon. Сюжет игры основан на романе «Властелин колец» английского писателя Джона Рональда Руэла Толкина. Действия происходят между событиями «Хоббита» и «Братства Кольца». Главным героем игры является Голлум, некогда бывший хоббитом, но развращённый Единым кольцом и страдающий раздвоением личности. Релиз игры состоялся на Windows, PlayStation 4, PlayStation 5, Xbox One, Xbox Series X/S 25 мая 2023 года. Позднее её релиз состоится на Nintendo Switch.

## Игровой процесс
Во «Властелин колец: Голлум» игрок управляет Голлумом, который продвигается вперед и вверх по локации, прыгает по платформам, использует стелс, и проходит миссии. В игре нет прямого боя. Он пытается совершить побег из Мордора и найти Бильбо Бэггинса, чтобы вернуть Кольцо Всевластия. Действие игры происходит в нескольких локациях Средиземья, таких как Кирит Унгол, Барад-Дур и Лихолесье. Дизайн локаций представляет механический и бесчеловечный мир орков, вид которых гипертрофирован. Игроку представляется возможность убеждать в диалогах свою вторую половину в хорошем либо плохом действии.

## Сюжет
Игра начинается с того, как Голлум попал в плен, — что описано в «Неоконченных преданиях» Толкина. В 3017 году Третьей Эпохи, через 66 лет после того, как Бильбо Бэггинс получил Единое Кольцо от Голлума в Туманных горах. Арагорн нашел Голлума в Мертвых топях и отвел в тюрьму эльфов. В тюрьме с ним беседует Гэндальф, которому Голлум рассказывает события последних пяти лет.
Голлум достиг пределов Мордора в 2980 году, встретив на пути Шелоб. В 3012 году он следовал за синей птицей на Роковую гору. Голлум успешно ускользал от орков и устраивал на них засаду. Но в одной из пещер четверо назгулов поймали Голлума. В Барад-Дуре Голлума бросили в яму для рабов. Голлум встречает персонажей с упрощенными именами. В камере Хрупкий человек научил его выполнять тяжелую работу: заманивать хищных зверей в вольер и взрывать в туннелях бочки с ядовитым газом. Вдвоем они раздобыли карту башни и разработали план побега. Они взорвали мост, преграждающий путь к свободе, но их поймали. Пытаясь спастись от казни, Голлум обвинил либо орка, либо Хрупкого человека. Жестокая женщина решила освободить его.
Голлума отправили кормить рыб в питомниках, а позже отвели в Башню, где его допрашивал Свечник и он рассказал, что Бэггинс отнес Кольцо Всевластия в Шир. Голлум вновь мог сохранить себе жизнь, обвинив либо орка, либо себя. В обмен на это Голлум должен был служить Свечнику. Голлум вырастил птенца, которого назвал «Крошка». Много лет спустя Голлум подружился с новым заключенным, с которым они смогли сбежать из Мордора. Но в пути Шелоб захватила и съела его друга. Голлум же был захвачен эльфами Лихолесья и так попал на допрос к Гэндальфу.
В эльфийской тюрьме Голлум объединяется со слепым эльфом по имени Мелл. Вдвоем они сбегают и отправляются на поиски источника магии, который делает Лихолесье непроходимым. Свечник вновь встречает Голлума у источника магии, но Голлум останавливает его. Голлум направляется в Шир, чтобы вернуть Кольцо, но оказывается в ловушке в шахтах Мории, за запертыми вратами.

## Музыка
Композиторы создали оригинальное музыкальное сопровождение, которое отличается от фильмов по «Властелин колец», используя скрипки, альты, бас-кларнеты, кларнеты, баритон-саксофоны, флейты и набор ударных инструментов. Также был принят во внимание контраст мелодий между Голлумом и Смеаголом.
- Композитор — Jun Broome
- Струнные и оркестровка — Peter Imig
- Флейты и кларнеты — Edgar Herzog
- Виолончель — Friedrich Paravicini
- Ударные — Stephan Krause / Elbtonal Percussion
- Вокал — Geka Winkler

## История разработки
Компания Daedalic Entertainment анонсировала разработку игры в марте 2019 года с планируемой датой выхода в 2021 году. Игра представляет собой отход от обычного для Daedalic Entertainment жанра видеоигр «Point and click». В январе 2021 года Daedalic Entertainment заключила соглашение с французской компанией Nacon, которая станет соиздателем игры, выпуск которой был отложен. В марте 2023 года была подтверждена дата выхода — 25 мая 2023 года.
Первый кинематографический тизер-трейлер был выпущен 24 августа 2020 года, а трейлеры игрового процесса были выпущены 7 июля 2022 года. Сюжетный трейлер был выпущен 9 марта 2023 года.
Плохой прием игры заставил Daedalic Entertainment отменить планы по выпуску второго не анонсированного проекта по «Властелин колец» и закрыть свое подразделение разработки, перейдя на модель только для публикации. Как и Голлум, вторая игра обещала рассказать «историю с точки зрения персонажа, которая никогда не рассказывалась раньше». Она получила кодовое название «It’s Magic». В своем заявлении для Polygon Daedalic сказали, что Голлум «не оправдал их ожиданий в отношении игры», но они продолжат выпускать для обновления, включающие один патч и планируют уволить нескольких сотрудников.

## Отзывы
| Сводный рейтинг       | Сводный рейтинг          |
| Агрегатор             | Оценка                   |
| --------------------- | ------------------------ |
| Metacritic            | (PC) 43/100 (PS5) 40/100 |
| Иноязычные издания    |                          |
| Издание               | Оценка                   |
| Edge                  | 3/10                     |
| Eurogamer             | [ 21 ]                   |
| GameSpot              | 2/10                     |
| GamesRadar+           | [ 23 ]                   |
| Hardcore Gamer        | 2/5                      |
| PCGamesN              | 3/10                     |
| PC Gamer (US)         | 64/100                   |
| Push Square           | [ 27 ]                   |
| Shacknews             | 6/10                     |
| The Guardian          | [ 29 ]                   |
| Русскоязычные издания |                          |
| Издание               | Оценка                   |
| 3DNews                | 2,0/10                   |
| StopGame.ru           | «Мусор»                  |

«The Lord of the Rings: Gollum» получила в целом отрицательные отзывы, согласно агрегатору рецензий Metacritic.
Digital Trends раскритиковали игру за технические аспекты и стабильность игры, и не могли поставить оценку из-за постоянных сбоев, пока не был выпущен патч первого дня.
Kotaku жаловались на пользовательский интерфейс и посчитали, что модель персонажа Голлума стала несколько ниже с момента анонса игры.
Rock Paper Shotgun посчитали, что начало утомляет игрока квестами и бессмысленными диалогами: «Хотя во второй половине игра набирает обороты, но первые восемь часов, когда Голлум пытается сбежать из лагерей рабов под Барад-Дуром не что иное, как утомление».
The Guardian раскритиковали движение камеры и общее количество ошибок в игре: «Вся игра кажется крайне нестабильной, как будто сильный цифровой ветер может все разрушить».
GameSpot не понравились скучный дизайн миссии в игре, «за исключением более важных целей и сюжетных моментов, но большинство задач сводятся к какой-то версии: "Следуй за человеком!", "Собери вещи!" или, в одном случае буквально "Встать в очередь!"».
Screen Rant отметили, что основной геймплей похож на игру 2003 года «The Hobbit».
PC Gamer поставили игре 64/100 баллов, отметив, что «игра представьте из себе что-то среднее между лазанием по стенам в Uncharted и подкрадыванием в Splinter Cell».
Shacknews поставили игре 6/10 баллов, отметив, что «поклонники "Властелина колец" оценят многое в игре. Поистине здорово видеть, как столь увлекательный второстепенный персонаж становится главным героем в истории, которая расширяет вселенную, полную тайн. Но скучный игровой процесс наделяет "Властелин колец: Голлум" столь же противоречивым опытом, как и черты его главного героя.
В декабре 2023 года ресурс Metacritic назвал «The Lord of the Rings: Gollum» худшей игрой 2023 года по версии рецензентов, которая была удостоена эпитета худшая в истории адаптация «Властелина колец».